# Lenguas iranias
Las lenguas iranias son parte de una rama de la familia indoeuropea de lenguas. Junto con las lenguas indoarias, forman el grupo de lenguas indoiranias, el cual es una rama de la familia de lenguas indoeuropeas. El avéstico y el persa antiguo son las dos lenguas iranias más antiguas entre las lenguas indoeuropeas registradas (incluyendo al griego y al hitita).
Hoy, se estima que hay más de 150 millones de hablantes nativos de las lenguas iranias. El SIL 2005 enumera 87 variedades de las lenguas iranias. Por número de artículos, las lenguas más habladas son el persa o farsi (70 millones), el kurdo y el pastún (25 millones cada uno), y el baluchi (7 millones).

## Nombre
El grupo de lenguas iranias recibe ese nombre porque sus principales lenguas, incluyendo al persa, han sido tradicionalmente habladas en la zona de la meseta iraní desde al menos el I milenio a. C. Sin embargo, como una clasificación lingüística, el nombre iranias no implica ninguna relación con el actual Irán.

## Clasificación
Las lenguas iranias constituyen una de las dos ramas principales en que se dividen las lenguas indoiranias. De hecho, dentro de la familia indoeuropea las lenguas indoarias habladas en Pakistán e India principalmente constituyen el subgrupo más cercano a las lenguas iranias. Esto es más evidente cuando se compara el estadio antiguo de ambos subgrupos, por ejemplo, el idioma avéstico del antiguo oeste de Irán y el sánscrito de la antigua India evidencian un claro parecido tanto en morfología como en sintaxis. Con el paso del tiempo, las diferencias entre ambos grupos son menos evidentes, pero aun así siguen siendo notorias. Quizás el distanciamiento de las lenguas iranias respecto a las indoarias se deba por adquirir préstamos lingüísticos de otras familias diferentes a la Indoeuropea, semítico por parte de las iranias y drávida por las indoiranias.
Internamente, las lenguas indoiranias se dividen tradicionalmente en dos ramas, la oriental y la occidental, con un total de 84 lenguas (estimación del SIL). De las lenguas iranias más habladas, el kurdo, el persa y el baluchi son lenguas iranias occidentales, mientras que el pastún es una lengua irania oriental.
La diferencia fonética que justifica la división del iranio en ambos grupos es el diferente tratamiento que dieron a las obstruyentes sonoras del antiguo iranio /*B, *D, *G/ que en iranio occidental se realizan como /*b, *d, *g/ y en iranio oriental como /*β, *ð, *ɣ/. Además ciertos grupos consonánticos de oclusivas presentan evoluciones diferentes en iranio occidental y oriental, así el grupo
(Occidental) p-IE *-pt- > p-Ir *-ft- > Ir-Oc. *-ft-: *septm 'siete' > *hafta > persa medio haft y kurdo häft
(Oriental) p-IE *-pt- > p-Ir *-ft- > Ir-Or. *-βð-: *septm 'siete' > *hafta > jorasmio ´βð y osetio avd.
(Occidental) p-Ir *-ɣd- > Ir-Oc. *-xt-: pIr *duɣdar 'hija' (ing. daughter) > persa moderno doxtar y guilakí duxtər
(Oriental) p-Ir *-ɣd- > Ir-Or. *-ɣð-: pIr *duɣdar 'hija' (ing. daughter) > avéstico dugədā y jorasmio ðɣd.

## Periodificiación

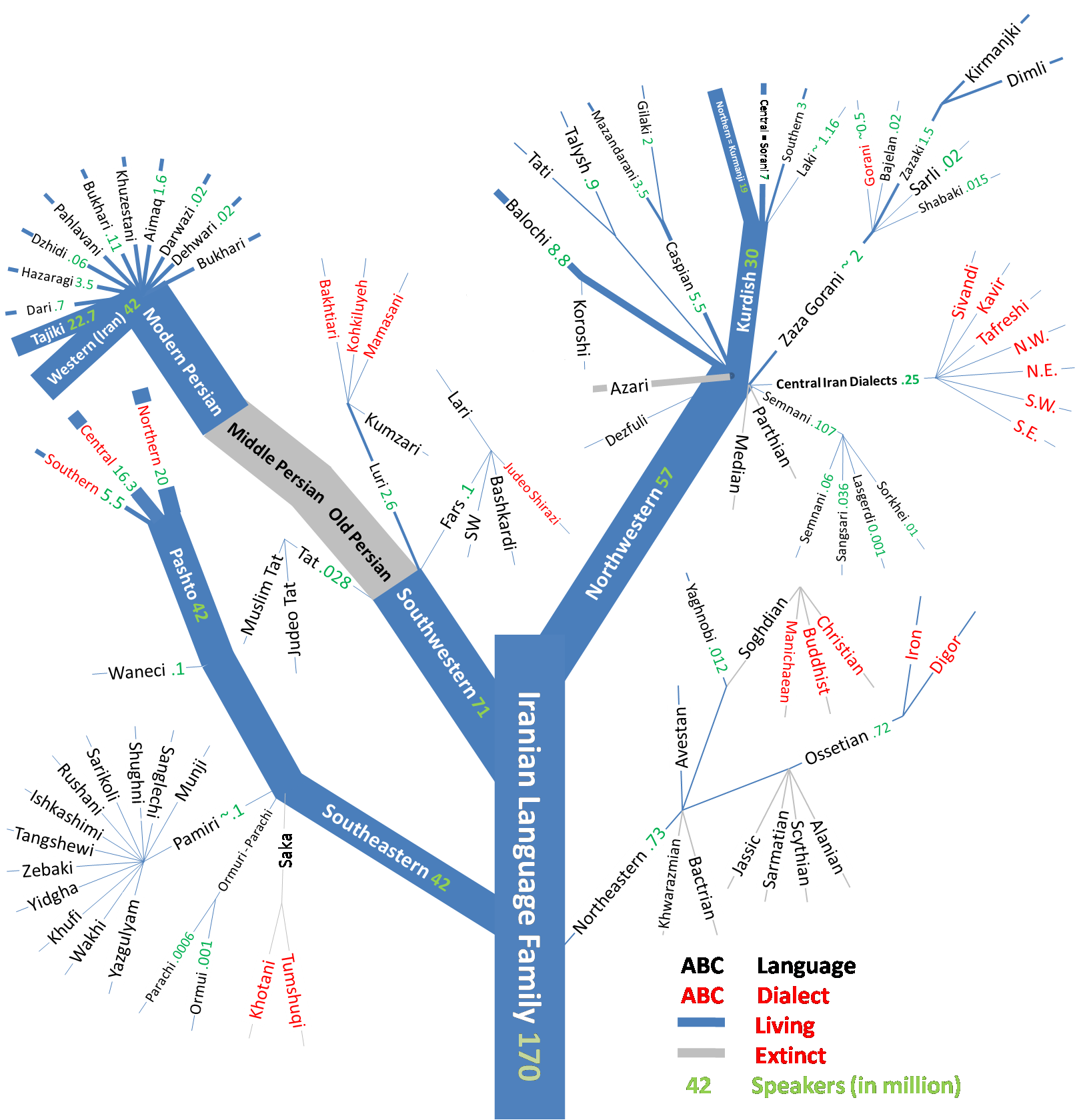
Árbol de las lenguas iranias

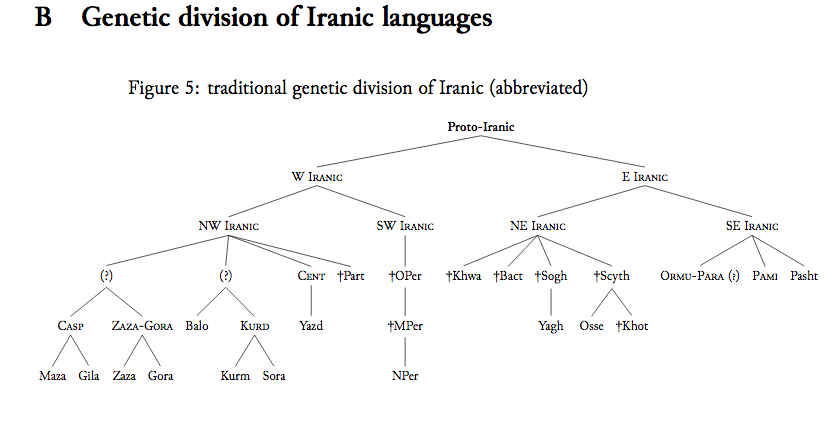
Genetic division of Iranic languages

Por otro lado, debido al considerable lapso sobre el que se extiende el registro escrito en lenguas iranias, es frecuente dividir la historia de las lenguas iranias en tres períodos:
- Iranio antiguo desde los primeros testimonios hasta el s. I d. C.
- Iranio medio desde el siglo I al siglo X d. C.
- Iranio moderno desde el siglo X en adelante.

### Iranio antiguo

Sarmacia, Escitia, Bactriana y el Imperio Parto.

Las lenguas indoiranias tienen su origen probable en Asia Central. La cultura de Andronovo es el candidato sugerido para la cultura indoirania común (siglo XX a. C.), pero no ha sido demostrado. 
El término iranio antiguo designa a todas las lenguas iranias antiguas que descienden directamente del proto-indoiranio. El proto-iranio, descendiente a su vez del proto-indo-ario, dataría de algún tiempo posterior a la diversificación del grupo indoiranio, II milenio a. C., tal como las lenguas iranias antiguas empezaron a desmembrarse y a desenvolverse separadamente como las varias tribus iranias que migraron y se establecieron en vastas zonas del suroeste de Europa, en la meseta iraní y en Asia central.
Lingüísticamente, las lenguas iranias antiguas según su ubicación geográfica son:
- Grupo oriental
  - Grupo nororiental: escitas, (sármatas)
  - Grupo sudoriental: Avéstico
- Grupo occidental
  - Grupo noroccidental: Medo
  - Grupo suroccidental: Persa aqueménida

De las lenguas sármata y escita no existen testimonios escritos extensos, y la principal información son nombres propios y menciones de los autores clásicos griegos y romanos. El medo es mal conocido por razones similares, y el persa aqueménida está bien representado en las inscripciones monumentales del imperio persa antiguo.

### Iranio medio
El iranio medio es mucho mejor conocido que el iranio antiguo y existe abundante documentación en todas las lenguas conocidas de este estadio del iranio. Las lenguas iranias medias conocidas son:
- Grupo oriental
  - Grupo nororiental: sogdiano y corasmio
  - Grupo sudoriental: bactriano, khotanés
- Grupo occidental
  - Grupo noroccidental: parto
  - Grupo suroccidental: persa medio

### Iranio moderno
El iranio moderno comprende todas las lenguas iranias testimoniadas a partir de la Edad Media o posteriormente. La mayoría de estas lenguas siguen hablándose actualmente.
- Grupo oriental
  - Grupo nororiental: oseto, yaghnobi (en Tayikistán)
  - Grupo sudoriental: pashto, Lenguas pamir
- Grupo occidental
  - Grupo suroccidental: persa, dari, tayiko, luri, Achomi
  - Grupo noroccidental: talish, guilakí, mazandaraní, zazaki, gorani, kurdo

## Descripción lingüística

### Fonología
Una característica típica del proto-iranio es que se da la confusión de las vocales medias y cerradas del proto-indoeuropeo, es decir, /*i, *e; *ī, *ē/ > /*i; *ī/ y /*u, *o; *ū, *ō/ > /*u; *ū/. Como resultado de esas confusiones de timbres vocálicos, el sistema vocálico del proto-irano está formado por tres vocales breves /*i, *a, *u/ y tres vocales largas /*ī, *ā, *ū/.
El inventario de consonantes del proto-iranio, que más tarde evolucionaría de modos notablemente divergentes en las lenguas iranias posteriores, ha sido reconstruido hipotéticamente sobre la base de la evidencia disponible como: 
|                   | Labial | Alveolar | Palatal | Velar | Glotal |
| ----------------- | ------ | -------- | ------- | ----- | ------ |
| Oclusiva sorda    | *p     | *t       |         | *k    |        |
| "Oclusiva" sonora | *b     | *d       |         | *g    |        |
| fricativa         | *f     | *θ, *s   |         | *x    | *h     |
| nasal             | *m     | *n       |         |       |        |
| sonorante         | *w     | *l, *r   | *y      |       |        |

Las llamadas "oclusivas sonoras" podrían haber sido en realidad fricativas sonoras /*β, *ð, *ɣ/, ya que aparecen como tal en las lenguas iranias orientales, por lo que sería más propio llamarlas obstruyentes sonoras.

### Gramática
Las lenguas iranias antiguas conservan típicamente la flexión nominal y verbal del proto-indoeuropeo. En particular el avéstico tiene un sistema de casos muy cercano al sánscrito, que es también una lengua indoeuropea antigua muy conservadora que retiene en alto grado el sistema de casos del indoeuropeo tardío. El persa antiguo es una lengua más conservadora, y bastante diferente del persa medio y del persa moderno que ha sufrido una importante reestructuración respecto al proto-iranio.

### Tabla léxica comparativa
| Español           | Zazaki                  | Kurdo                                                 | Pastún                                   | Tati                   | Baluchi                   | Mazandaraní              | Persa                           | Persa medio                 | Parto              | Persa antiguo | Avéstico           |
| ----------------- | ----------------------- | ----------------------------------------------------- | ---------------------------------------- | ---------------------- | ------------------------- | ------------------------ | ------------------------------- | --------------------------- | ------------------ | ------------- | ------------------ |
| bello             | řind, delal, ciwan      | řind, nayab, bedew, delal/cwan                        | x̌kūlay, x̌āista                           | xojir                  | sharr, soherâ, mah rang   | xoşgel                   | zibā/xuš-čehr(e)                | hučihr, hužihr              | hužihr             | naiba         | vahu-, srîra       |
| sangre            | gunî                    | xwîn/xwên                                             | wīna                                     | xevn                   | hon                       | xun                      | xūn                             | xōn                         |                    |               |                    |
| pan               | nan                     | nan                                                   | ḍoḍəi, məṛəi                             | nun                    | nān, nagan                | nun                      | nān                             | nān                         |                    |               |                    |
| traer             | ardene                  | anîn/hênan/weranîn, hawirdin                          | (rā)wṛəl                                 | vârden, biyordon       | âurten, yārag, ārag       | biyârden                 | āwurdan, biyār ("(you) bring!") | āwurdan, āwāy-, āwar-, bar- | āwāy-, āwar-, bar- | bara-         | bara, bar-         |
| hermano           | bira                    | brader, bra, bira                                     | wror                                     | bərâr                  | brāt, brās                | birâr                    | barādar                         | brād, brâdar                | brād, brādar       | brātar        | brātar-            |
| venir             | amayene                 | hatin                                                 | rā tləl                                  | biyâmiyan              | āhag, āyag,hatin          | biyamona, enen, biyâmuen | āmadan                          | āmadan, awar                | awar, čām          | āy-, āgam     | āgam-              |
| llorar            | berbayene               | girîn, giryan                                         | žəṛəl                                    | bərma                  | greewag, greeten          | birme                    | gerīstan/gerīye                 | griy-, bram-                |                    |               |                    |
| oscuro            | tarî                    | tarî/tarîk                                            | skəṇ, skaṇ, tyara                        | ul, gur, târica, târek | thár                      | sîyo, sîyu               | tārīk                           | tārīg/k                     | tārīg, tārēn       |               | sâmahe, sâma       |
| hija              | kêna                    | keç, kîj, qîz, dot/kiç, kîj, kenişk, düet (pehlewanî) | lūr                                      | titiye, dətar          | dohtir, duttag            | kîjâ, deter              | doxtar                          | duxtar                      | duxt, duxtar       |               | duxδar             |
| día               | řoce/řoje/řoze          | řoj                                                   | wrəd͡z (rwəd͡z)                            | revj, ruz              | roç                       | ruz                      | rūz                             | rōz                         |                    | raucah-       | raocah-            |
| hacer             | kerdene                 | kirin/kirdin                                          | kawəl                                    | kardan                 | kanag, kurtin             | hâkerden                 | kardan                          | kardan                      | kartan             | kạrta-        | kәrәta-            |
| puerta            | ber, kêber/çêber        | derî, derge/derke, derga                              | wər                                      | darvâca                | gelo, darwāzag            | dar, loş                 | dar                             | dar                         | dar, bar           | duvara-       | dvara-             |
| morir             | merdene                 | mirin/mirdin                                          | mrəl                                     | bamarden               | mireg                     | bamerden                 | murdan                          | murdan                      |                    | mạriya-       | mar-               |
| burro             | her                     | ker                                                   | xər                                      | astar, xar             | har,her, kar              | xar                      | xar                             | xar                         |                    |               |                    |
| huevo             | hak                     | hêk/hêlke, tuxm                                       | hagəi                                    | merqâna, karxâ         | heyg, heyk, ā morg        | merqâne, tîm , balî      | toxm, xāya ("testicle")         | toxmag, xâyag               | taoxmag, xâyag     |               | taoxma-            |
| tierra            | erd ('Arabic (origin)') | zemîn, zewî, ʿerz                                     | d͡zməka (md͡zəka)                          | zemin                  | zemin                     | zamîn, bene              | zamīn                           | zamīg                       | zamīg              | zam-          | zãm, zam, zem      |
| tarde             | şan                     | êvar/êware                                            | māx̌ām (māš̥ām)                            | nomâzyar, nomâšon      | begáh                     | nemâşun                  | begáh                           | ēvārag                      | êbêrag             |               |                    |
| ojo               | çim                     | çav/çaw/çaş                                           | stərga                                   | coš                    | ch.hem, chem              | çəş, bəj                 | čashm                           | čašm                        | čašm               | čaša-         | čašman-            |
| padre             | pî, baw, babî, bawk     | bav/bab, bawk, ba                                     | plār                                     | piya, piyar, dada      | pit, piss                 | pîyer                    | pedar, pidar                    | pidar                       | pid                | pitar         | pitar              |
| miedo             | ters                    | tirs                                                  | wēra (yara), bēra                        | târs                   | turs, terseg              | taşe-vaşe                | tars                            | tars                        | tars               | tạrsa-        | tares-             |
| novio             | waşte, nîşanbîyaye      | xwestî, nîşankirî, dezgîran                           | čənghol [masculine], čənghəla [feminine] | numzâ                  | nāmzād                    | numze                    | nāmzād                          | -                           | -                  |               |                    |
| fino              | weş                     | xweş                                                  | x̌a (š̥a), səm, ṭik (Urdu origin)          | xojir                  | wash, hosh                | xâr                      | xoš, xūb, beh                   | dārmag                      |                    |               | srîra              |
| dedo              | gişte, engişte, bêçike  | til/qamik, bêçî, pêçîk, engust, pence                 | gwəta                                    | anquš                  | lenkutk, mordâneg,changol | angus                    | angošt                          | angust                      |                    |               | dišti-             |
| fuego             | adir                    | agir/awir, ahir                                       | wōr (ōr)                                 | taš                    | âch, âs                   | taş                      | ātaš, āzar                      | âdur, âtaxsh                | ādur               | âç-           | âtre-/aêsma-       |
| pez               | mase                    | masî                                                  | kəb                                      | mâyi                   | māhi, māhig               | mâhî                     | māhi                            | māhig                       | māsyāg             |               | masya              |
| comida / comer    | werdene                 | xwarin / xwardin                                      | xwāṛə, xurāk / xwaṛəl                    | harden                 | warag, warâk              | xerâk / baxârden         | xordan / xurāk / ġhazā          | parwarz / xwâr, xwardīg     | parwarz / xwâr     |               | hareθra / ad-, at- |
| ir                | şîyayene                | çûn, řoştin, řoyiştin                                 | tləl                                     | šiyen, bišiyan         | jwzzegh, shutin           | şunen / burden           | raftan                          | raftan                      | ay-                | ai-           | ay-, fra-vaz       |
| dios              | heq, homa               | xwedê/xwa, xudê                                       | xwədāi                                   | xədâ                   | hwdâ                      | xedâ                     | xudā                            | yazdān                      |                    | baga-         | baya-              |
| bueno             | baş, rind               | baş, řind/baş, çak                                    | x̌ə (š̥ə)                                  | xâr, xojir             | jawáin, šarr,zabr         | xâr                      | xub, nīkū, beh                  | xūb, nêkog                  |                    | vahu-         | vohu, vaŋhu-       |
| hierba            | vaş                     | giya/gya                                              | wāx̌ə (wāš̥ə)                              | vâš                    | rem, sabzag               | vâş                      | sabzeh, giyāh                   | giyâ                        | giya               |               | urvarâ             |
| grande            | girs/gird, pîl, xişn    | mezin, gir/gewre, mezin                               | lōy, stər                                | pilla                  | mastar, mazan,tuh         | gat                      | bozorg,setabr                   | wuzurg, pīl                 |                    | vazraka-      | uta-, avañt        |
| mano              | dest                    | dest, des                                             | lās                                      | bâl                    | dast                      | das, bāl                 | dast                            | dast                        | dast               | dasta-        | zasta-             |
| cabeza            | ser                     | ser                                                   | sər                                      | kalla                  | saghar,sar, sarag         | kalle                    | sar                             | sar                         |                    |               | sairi              |
| corazón           | zerrî                   | dil/dił/dir(Erbil)/zil                                | zṛə                                      | dəl                    | dil, hatyr                | del                      | del                             | dil                         | dil                |               | aηhuš              |
| caballo           | estor                   | hesp/esp, hês(t)ir                                    | ās [male], aspa [female]                 | asb, astar             | asp                       | as, asb                  | asp                             | asp, stōr                   | asp, stōr          | aspa          | aspa-              |
| casa              | keye                    | mal/mał, xanu, xang                                   | kor                                      | kiya                   | log, dawâr,ges            | sere, xene               | xāna                            | xânag                       |                    |               | demâna-, nmâna-    |
| hambre            | vêşan                   | birçî/birsî                                           | lwəga                                    | vašnâ, vešir, gesnâ    | shudhagh                  | veşnâ                    | gorosna                         | gursag, shuy                |                    |               |                    |
| lenguaje / idioma | ziwan, zon              | ziman, ziwan                                          | žəba                                     | zobun, zəvân           | zevān, zobān              | zebun, zivun             | zabān                           | zuwān                       | izβān              | hazâna-       | hizvā-             |
| risa              | huyayene                | kenîn/pêkenîn, kenîn                                  | xandəl/xənda                             | xurəsen, xandastan     | khendegh, hendeg          | rîk, baxendesten         | xandidan                        | xandīdan, xanda             |                    | karta         | Syaoθnâvareza-     |
| vida              | cu/cuye, jewiyaene      | jiyan                                                 | žwəndūn, žwənd                           | zindәgi                | zendegih, zind            | zindegî                  | zendegi                         | zīndagīh, zīwišnīh          | žīwahr, žīw-       |               | gaêm, gaya-        |
| hombre            | merd, lacek             | merd, mêr, pîyaw                                      | səṛay, mēṛə                              | mardak, miarda         | merd                      | mard(î)                  | mard                            | mard                        | mard               | martiya-      | mašîm, mašya       |
| luna              | aşme, meng (for month)  | heyv, meh/mang (for month)                            | spūgməi (spōẓ̌məi)                        | mâng                   | máh                       | ma, munek                | mâh                             | māh                         | māh                | mâh-          | måŋha-             |
| madre             | maye, daye, dayike      | dayek, dayk, daye, mak                                | mōr                                      | mâr, mâya, nana        | mât, mâs                  | mâr                      | mâdar                           | mâdar                       | dayek              | mâtar         | mâtar-             |
| boca              | fek                     | dev, fek/dem                                          | xūla (xʷəla)                             | duxun, dâ:ân           | dap                       | dâhun, lâmîze            | dahân                           | dahân, rumb                 |                    |               | åŋhânô, âh, åñh    |
| nombre            | name                    | nav/naw, nam, nêw                                     | nūm                                      | num                    | nâm                       | num                      | nâm                             | nâm                         |                    | nâman         | nãman              |
| noche             | şewe                    | şev/şew                                               | špa                                      | šö, šav                | šap, shaw                 | şow                      | shab                            | shab                        |                    | xšap-         | xšap-              |
| abierto           | akerdene                | vekirin/kirdinewe                                     | prānistəl                                | vâz-kardan             | pabožagh, paç             | vâ-hekârden              | bâz-kardan                      | abâz-kardan, višādag        |                    | būxtaka-      | būxta-             |
| paz               | aştî                    | aştî, aramî                                           | rōɣa, t͡sōkāləi                           | dinj                   | ârâm                      | âştî                     | âshti, ârâmeš, ârâmî            | âštih, râmīšn               | râm, râmīšn        | šiyâti-       | râma-              |
| cerdo             | xoz, xonz               | beraz,                                                | soḍər, xənd͡zir (Arabic)                  | xu, xuyi, xug          | khug                      | xî                       | xūk                             | xūk                         |                    |               | hū                 |
| lugar             | ca                      | cî/cih/jê                                             | d͡zāi                                     | yâga                   | hend, jâgah               | jâ                       | jâh/gâh                         | gâh                         | gâh                | gâθu-         | gâtu-, gâtav-      |
| leer              | wendene                 | xwendin/xwêndin                                       | lwastəl, kōtəl                           | baxânden               | wánagh                    | baxinden, baxundesten    | xândan                          | xwândan                     |                    |               |                    |
| decir             | vatene                  | gotin/gutin, witin                                    | wayəl                                    | vâten, baguten         | gushagh                   | baowten                  | goftan, gap(-zadan)             | guftan, gōw-, wâxtan        | gōw-               | gaub-         | mrû-               |
| hermana           | waye                    | xweh, xweşk, xoşk, xuşk, xoyşk                        | xōr (xʷōr)                               | xâke, xâv, xâxor, xuâr | gwhâr                     | xâxer                    | xâhar/xwâhar                    | xwahar                      |                    |               | x ̌aŋhar- "sister"  |
| pequeño           | qic/qicik, wurdî/hurdî  | biçûk, giçke, qicik, hûr                              | kūčnay, waṛ(ū)kay                        | qijel, ruk             | gwand, hurd               | peçik, biçuk, xurd       | kuchak, kam, xurd, rîz          | kam, rangas                 | kam                | kamna-        | kamna-             |
| hijo              | qij, lac/laj            | kur, law/kuř                                          | d͡zoy (zoy)                               | pur, zâ                | baç, phusagh              | piser/rîkâ               | pesar, baça                     | pur, pusar                  | puhr               | puça          | pūθra-             |
| alma              | gan                     | gan, giyan, rewan, revan                              | sā                                       | rəvân                  | rawân                     |                          | ravân                           | rūwân, gyân                 | rūwân, gyân        |               | urvan-             |
| primavera         | wisar/wesar/usar        | behar, bihar, wehar                                   | spərlay                                  | vâ:âr                  | bhârgâh                   | vehâr                    | bahâr                           | wahâr                       |                    | vâhara-       | θūravâhara-        |
| alto (altura)     | berz                    | bilind/berz                                           | lwəṛ, ǰəg                                | pilla                  | bwrz, borz                | bilen(d)                 | boland / bârez                  | buland, borz                | bârež              |               | barez-             |
| tres              | hîrê                    | sê, sisê                                              | drē                                      | so, se                 | sey                       | se                       | se                              | sê                          | hrē                | çi-           | θri-               |
| aldea             | des                     | deh/de                                                | ləs                                      | da                     | deh                       | da                       | dah                             | dah                         |                    | datha         | dasa               |
| querer            | waştene                 | xwastin, xwestin, wîstin                              | ɣ(ʷ)ux̌təl                                | begovastan, jovastan   | lotagh                    | bexâsten                 | xâstan                          | xwâstan                     |                    |               |                    |
| agua              | awe                     | av/aw                                                 | obə/ūbə                                  | âv, ö                  | âp                        | ow                       | âb/aw                           | âb                          | aw                 | âpi           | avô-               |
| cuando            | key                     | kengê/key, kengê                                      | kəla                                     | key                    | kadi,ked                  | ke                       | key                             | kay                         | ka                 |               | čim-               |
| viento            | va                      | ba, wa (pehlewanî)                                    | siləi                                    | vâ                     | gwáth                     | vâ                       | bâd                             | wâd                         | wa                 |               | vâta-              |
| lobo              | verg                    | gur/gurg, wurg                                        | lewə, šarmux̌ (šarmuš̥)                    | varg                   | gurkh                     | verg                     | gorg                            | gurg                        |                    | varka-        | vehrka             |
| mujer             | cenî                    | jin                                                   | x̌əd͡za (š̥əd͡za)                            | zeyniye, zenak         | jan,jinik                 | zan                      | zan                             | zan                         | žan                |               | gǝnā, γnā, ǰaini-, |
| año               | serre                   | sal/sał                                               | kāl                                      | sâl                    | sâl                       | sâl                      | sâl                             | sâl                         |                    | θard          | ýâre, sarәd        |
| sí / no           | ya, belê / ne, ney      | erê, bełê, a / na, ne                                 | Hao, ao, wō / na, ya                     | ahan / na              | ere / na                  | are / nâ                 | baleh, ârē, hā / na, née        | ōhāy / ne                   | hâ / ney           | yâ / nay, mâ  | yâ / noit, mâ      |
| ayer              | vizêr                   | duh/dwênê, duêke                                      | parūn                                    | azira, zira, diru      | zí                        | dîruz                    | diruz                           | dêrûž                       |                    | diya(ka)      | zyō                |
| Español           | Zazaki                  | Kurdo                                                 | Pashto                                   | Tati                   | Baluchi                   | Mazandaraní              | Persa                           | Persa medio                 | Parto              | Persa antiguo | Avéstico           |